# Święty Wojciech (Gdańsk)

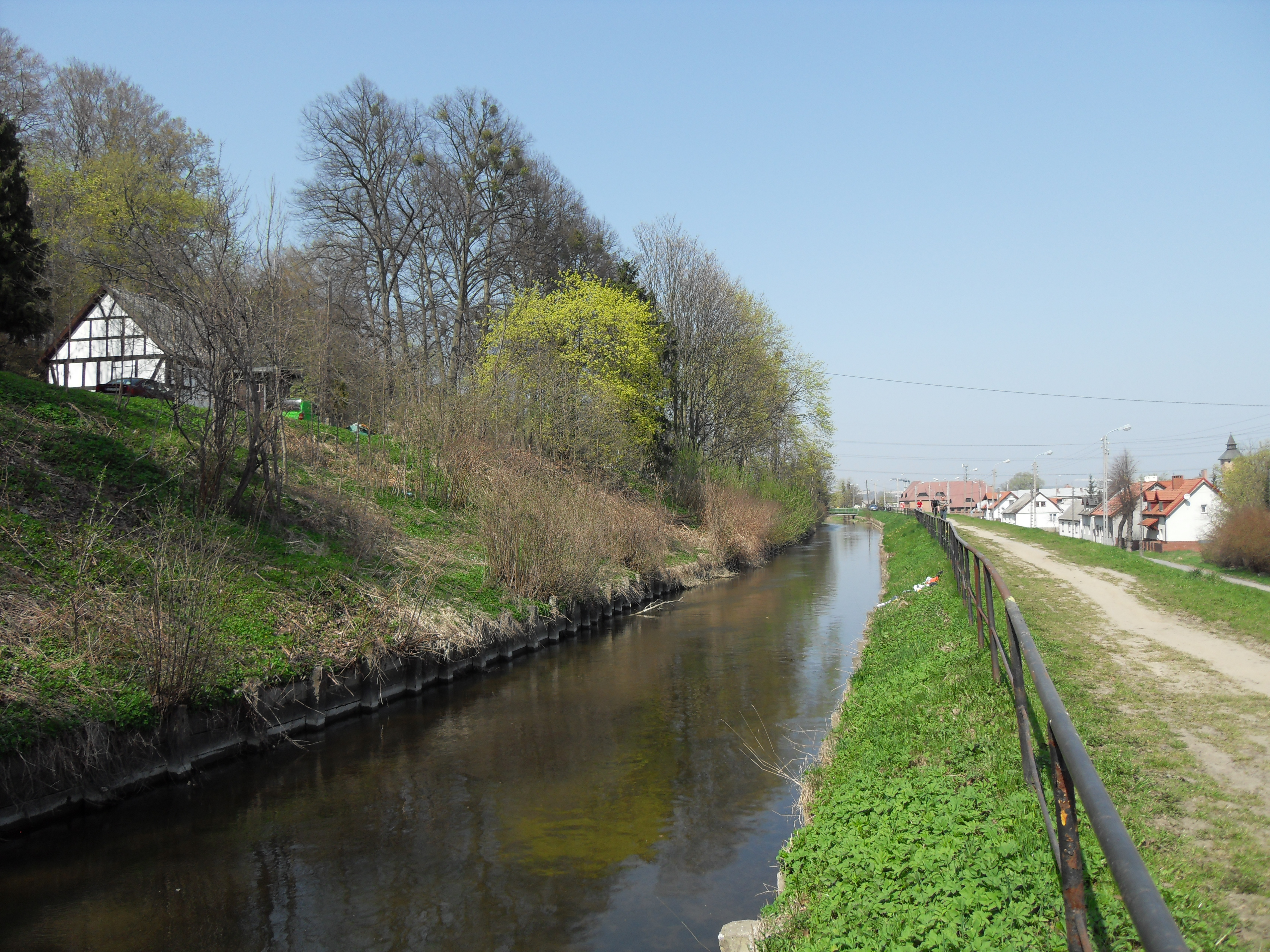
Gdańsk Święty Wojciech – Kanał Raduni, widok w kierunku ujścia

Święty Wojciech (kaszb. Swiãti Wòjcech, niem. St. Albrecht) – część Gdańska położona w dzielnicy administracyjnej Orunia-Św. Wojciech-Lipce, na południowym krańcu miasta, nad Radunią i Kanałem Raduni. Miejsce związane z kultem świętego Wojciecha, wiązane z jego pobytem w Gdańsku w 997 roku.

## Położenie administracyjne

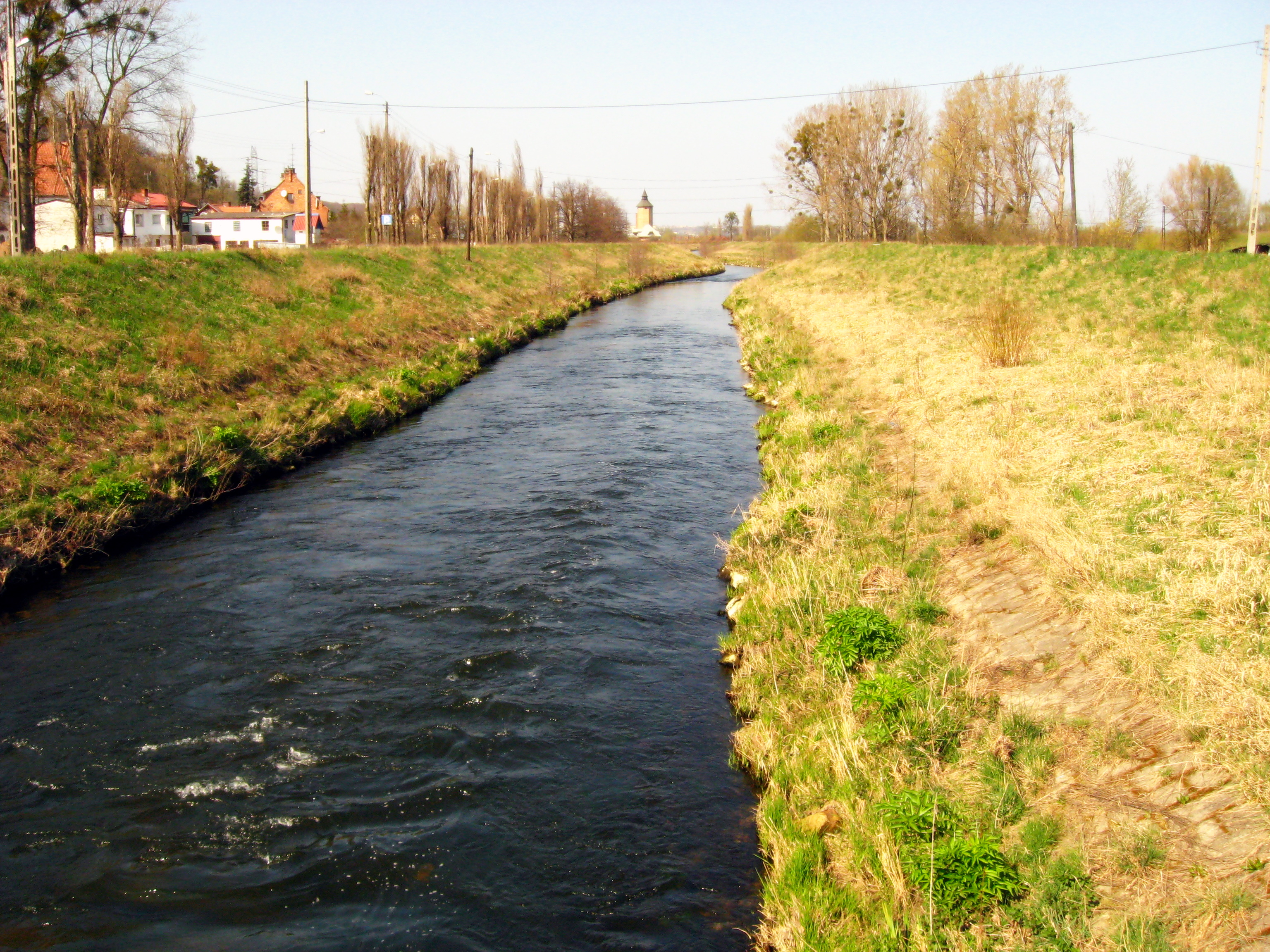
Radunia w Gdańsku św. Wojciechu

Święty Wojciech jest najbardziej wysuniętą na południe częścią dzielnicy i całego Gdańska. Jego południowa granica pokrywa się częściowo z granicą miasta.

### Sąsiednie jednostki
- od północy: Lipce, Maćkowy
- od wschodu: Niegowo, Radunica (wieś)
- od zachodu Straszyn (wieś)
- od południa Rotmanka, Pruszcz Gdański (miasto)

### Jednostki morfogenetyczne
W skład Świętego Wojciecha wchodzą:
- Ostróżek
- Plebanka

## Położenie geograficzne
Osiedle leży w dolinie nad Radunią i Kanałem Raduni. Na zachodzie osiedla znajduje się wzniesienie zwane Wzgórzem Świętego Wojciecha, o wysokości 65 m n.p.m., na którym umiejscowione jest Sanktuarium św. Wojciecha. Wschodnia część osiedla znajduje się na Żuławach Gdańskich, stąd osiedle posiada największe dysproporcje terenowe w dzielnicy.

## Historia
Swoją nazwę miejscowość zawdzięcza odprawionej w 997 roku mszy, przez świętego Wojciecha, na obecnym wzgórzu świętego Wojciecha.
W XII wieku do Świętego Wojciecha przybyli benedyktyni. Na początku XIV wieku zbudowali obecny kościół, w jego pierwotnym kształcie. Pierwszy cmentarz został założony w Świętym Wojciechu na terenie przykościelnym, prawdopodobnie w XII wieku (podczas powstawania miejscowej parafii). W XIX wieku zaprzestano grzebania świeckich zmarłych bezpośrednio przy kościele, a miejscem pochówków stał się nowy cmentarz (założony około 1820 r.), umiejscowiony powyżej Kanału Raduni. Ze względu na ograniczoną powierzchnię cmentarza, stare groby były likwidowane.
W XIII w. benedyktyni z Mogilna zbudowali tu drewniany kościół z klasztorem (I wzmianka o ich obecności we wsi pochodzi z 1222 roku). Obecny, murowany kościół postawiono w latach 1348–1359, w XV w. pojawiła się też murowana dzwonnica, podwyższona w 1680 o część szachulcową. Klasztor skasowano w 1500 r., a w 1537 r. zabudowania kościelne spłonęły wraz z całą wsią. W 1575 r. kościół odbudowano, a w 1713 r. oddano księżom misjonarzom. W roku 1818 zgromadzenie zostało rozwiązane, a w jego miejsce utworzono parafię.
Święty Wojciech został włączony w granice administracyjne miasta w 1828 jako eksklawa. W 1864 do osady dołączyła Plebanka, która obecnie jest jej podjednostką morfogenetyczną. Święty Wojciech należy do okręgu historycznego Niziny.
Miejscowy kościół parafialny św. Wojciecha posiada barokowy ołtarz główny z obrazem patrona z 1604 r.; barokowe ołtarze z XVII i XVIII wieku, pochodzącą z Włoch marmurową figurę św. Wojciecha (z XVII w. (?), na miejscu od 1825 r.), nagrobek Leonarda Wojanowskiego z 1533 r., epitafium Feliksa i Wojciecha Wojanowskich z 1587 r. oraz organy Hildebrandta z 1771 r. (1741?). W prezbiterium znajduje się gotycki tryptyk z 1500 roku. Najcenniejszym zabytkiem jest nastawa głównego ołtarza, ukazująca żywot Jezusa. Pochodzi ona z XV wieku.
Hełm wieży kościoła uzyskał swój kształt w 1680 r., kiedy proboszczem był Joachim Pastorius-Hirterberg. W 2013 konstrukcja wieży przeszła kapitalny remont.
Na Wzgórzu św. Wojciecha znajduje się gotycka kaplica z XV w., przebudowana i odnowiona w 1880 r. Wewnątrz umieszczone są freski ze scenami z życia św. Wojciecha.
W latach 1865–1908 w Świętym Wojciechu funkcjonował browar Brauerei J. Gramm, St. Albrecht 49/51 (Św. Wojciech); wcześniejsze nazwy: Brauerei H.Penner (od 1865), Brauerei Wilhelm Penner (od 1895).
25 marca 1945 Święty Wojciech został zajęty przez Armię Czerwoną.
Obecnie osiedle spełnia funkcję przedmieścia, a mieszkańcy zajmują się głównie produkcją ogrodniczą i rzemieślniczą.
21 lipca 2016 na południowym skraju dzielnicy odsłonięto pomnik św. Wojciecha, stojący wcześniej (od 2000) przed gdańskim kościołem św. Trójcy.
Znajdujący się bardziej na południe, na granicy miasta witacz z l. 60. XX wieku, przedstawiający osadzone na wysokości 2,5 m dwa lwy podtrzymujące herb miasta, został 15 października 2018 na ponad miesiąc zdemontowany w celu przeprowadzenia konserwacji

## Transport
Przez Święty Wojciech przebiega droga krajowa nr 91 (E75), w postaci ulicy Trakt św. Wojciecha i Linia kolejowa nr 9, na trasie której znajdował się przystanek kolejowy Gdańsk Święty Wojciech. Połączenie z centrum miasta umożliwiają autobusy miejskie.